# Ченгер
Ченгер (мађ. Csenger) град је у североисточној Мађарској. Ченгер је значајан град у оквиру жупаније Саболч-Сатмар-Берег.
Град је имао 5.248 становника према подацима из 2010. године.
Код Ченгера се налази важан гранични прелаз између Мађарске и Румуније.

## Положај града
Град Ченгер се налази у крајње североисточном делу Мађарске, на државној граници са Румунијом. Од престонице Будимпеште град је удаљен 320 километара источно. Од обласног средишта, града Њиређхазе, Ченгер је удаљен 85 километара источно.
Ченгер се налази у крајње североисточном делу Панонске низије, поред реке Самош, која на овом месту утиче на подручје Мађарске. Надморска висина града је око 118 m. Око града пружа се равничарско тле.